# Zbór Kościoła Zielonoświątkowego „Pełnej Ewangelii” w Malborku
Kościół Zielonoświątkowy Zbór „Przyjazny Kościół” w Malborku – zbór Kościoła Zielonoświątkowego w RP znajdujący się w Malborku.